# Fédération canadienne du travail
 (mai 2021).
Si vous disposez d'ouvrages ou d'articles de référence ou si vous connaissez des sites web de qualité traitant du thème abordé ici, merci de compléter l'article en donnant les références utiles à sa vérifiabilité et en les liant à la section « Notes et références ».
La Fédération canadienne du travail (FCT) était une organisation syndicale canadienne qui se crée en 1902, sous l'influence des Chevaliers du travail canadiens, quand le Congrès des métiers et du travail du Canada passe sous l'influence complète de l'American Federation of Labour (AFL) et exclut la double appartenance entre le CMTC et les Chevaliers. En 1927, elle forme avec des syndicats canadiens indépendants le Congrès pancanadien du travail. 

## Lien
- Fédération canadienne du travail sur L'Encyclopédie canadienne